# Instituto de Oceanografia Scripps

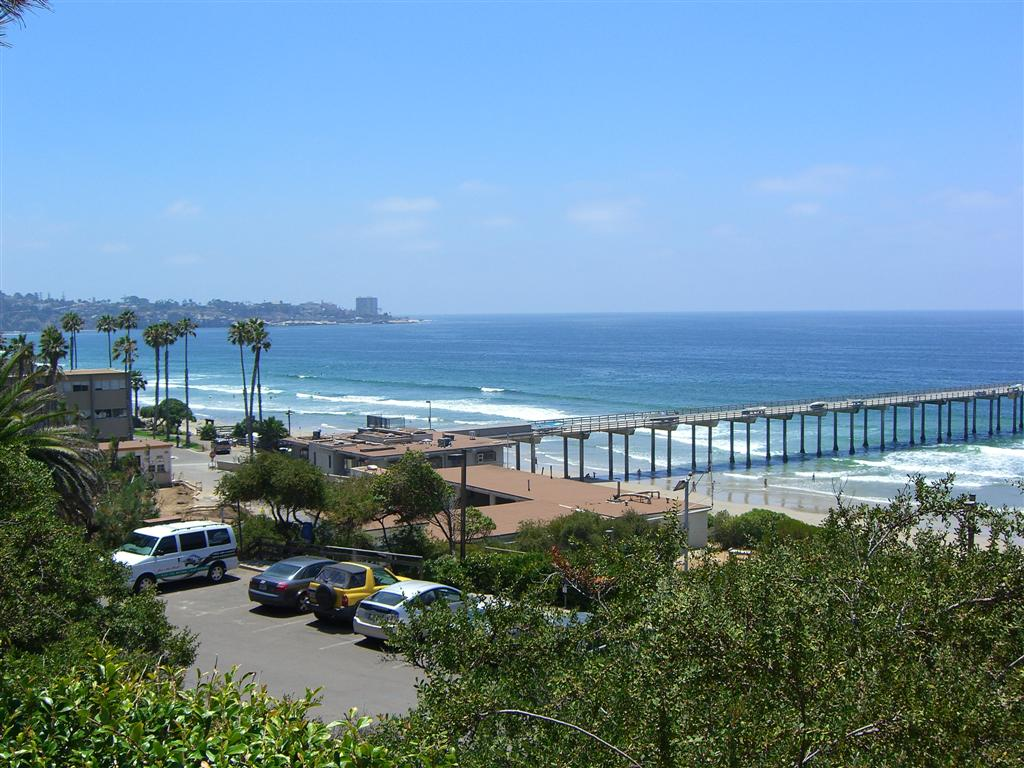
Scripps Institution of Oceanography

Scripps Institution of Oceanography (às vezes chamado SIO, Scripps Oceanography ou apenas Scripps) em La Jolla, California, é um dos maiores e mais antigos centros para a pesquisa de ciências do oceano e da terra, estudo, treinamento e serviço público no mundo.
Milhares de pesquisadores realizam pesquisas científicas com a ajuda de um navio de pesquisa oceanográfica e de laboratórios na orla marítima.